# Koblarji
Koblarji – wieś w Słowenii, w gminie Kočevje. W 2018 roku liczyła 292 mieszkańców.